# Rheumaptera quinqueundulata
Rheumaptera quinqueundulata är en fjärilsart som beskrevs av Felix Bryk 1921. Rheumaptera quinqueundulata ingår i släktet Rheumaptera och familjen mätare. Inga underarter finns listade.